# Kentrosaurus
Kentrosaurus är liksom Stegosaurus ett släkte av stegosaurier. Den enda kända arten är Kentrosaurus aethiopicus.
Hela ryggsidan och svansen var täckta med taggar förutom nacken och ovanför skuldrorna där den hade benplattor. Taggarna förekom parvis. Fossil hittades under en tysk expedition till Tanzania åren 1909–1911. Kentrosaurus levde i slutet av Jura för 155 till 145 miljoner år sedan. Djuret kunde bli 4,5 meter långt och väga 2 ton. Individerna var växtätare.
Det vetenskapliga släktnamnet Kentrosaurus betyder "ödla med skarpa spetsar" och syftar på taggarna.